# Bão Gay (1992)
Bão Gay là cơn bão mạnh nhất và có quãng thời gian hoạt động dài nhất của mùa bão Tây Bắc Thái Bình Dương 1992. Gay hình thành vào ngày 14 tháng 11 trên khu vực gần đường đổi ngày quốc tế từ một rãnh gió mùa. Một thời gian sau, cơn bão di chuyển qua quần đảo Marshall với trạng thái là một cơn cuồng phong đang tăng cường trước khi đạt đỉnh cường độ ở ngoài khơi Thái Bình Dương. Khi đó, Trung tâm Cảnh báo Bão Liên hợp (JTWC) đã ước tính sức gió duy trì một phút tối đa của Gay là 185 dặm/giờ (295 km/giờ) và áp suất khí quyển tối thiểu 872 mbar (25,8 inHg). Tuy nhiên, Cơ quan Khí tượng Nhật Bản (JMA), trung tâm cảnh báo bão chính thức của khu vực Tây Bắc Thái Bình Dương, ước tính sức gió duy trì 10 phút tối đa là 125 dặm/giờ (205 km/giờ) và áp suất tối thiểu 900 mbar (27 inHg). Sau khi kết thúc giai đoạn mạnh nhất, Gay suy yếu nhanh chóng do tương tác với một cơn bão khác. Vào ngày 23 tháng 11, Gay tấn công Guam với sức gió 100 dặm/giờ (160 km/giờ). Cơn bão sau đó mạnh trở lại trong một quãng thời gian ngắn trước khi dần chuyển hướng bắc, tiếp tục suy yếu và chuyển đổi thành một xoáy thuận ngoại nhiệt đới trên vùng biển phía nam Nhật Bản trong ngày 30 tháng 11.
Trong giai đoạn đầu, Gay tác động đến quần đảo Marshall, gây thiệt hại mùa màng nghiêm trọng và khiến 5.000 người mất nhà cửa. Thủ đô Majuro đã trải qua tình trạng không có điện và nước trong thời gian cơn bão hoành hành; tuy nhiên không có công dân nào của đảo quốc thiệt mạng. Với việc đổ bộ Guam, Gay đã trở thành cơn bão thứ sáu trong năm tác động đến hòn đảo này. Vì hầu hết các công trình có kết cấu yếu đều đã bị cơn bão Omar phá hủy vào hồi cuối tháng 8 trước đó nên thiệt hại do Gay gây thêm là không đáng kể. Gay với lõi trong bị phá vỡ mang tới một lượng mưa nhỏ, tuy nhiên gió mạnh kết hợp với nước biển mặn khiến cây cối trên đảo bị rụng lá trên diện rộng. Xa hơn về phía bắc, những đợt sóng lớn do bão cũng đã phá hủy một ngôi nhà ở Saipan; và tại tỉnh Okinawa, Nhật Bản, mưa lớn cũng đã gây nên lũ lụt và tình trạng mất điện.

## Lịch sử khí tượng
Bão Gay hình thành từ một nhiễu động nhiệt đới ở phía đông đường đổi ngày quốc tế trong khoảng giữa tháng 11 năm 1992. Vùng nhiễu động này thuộc một rãnh gió mùa trải dài tới phía tây Biển Đông, thứ đã tạo ra cơn bão Forrest trước đó và Hunt sau này. Tiếp theo, nhiễu động di chuyển về phía tây, vượt đường đổi ngày quốc tế và dần tổ chức với đối lưu gia tăng. Vào ngày 14 tháng 11, Trung tâm Cảnh báo Bão Liên hợp (JTWC) ban hành Cảnh báo về sự hình thành của xoáy thuận nhiệt đới (TCFA); và đến thời điểm 1800 UTC cùng ngày, cơ quan này đã phát đi những thông tin ban đầu về áp thấp nhiệt đới 31W, vị trí ở phía đông quần đảo Marshall. Khi đó Cơ quan khí tượng Nhật Bản (JMA) cũng nhận định đó là một áp thấp nhiệt đới đã phát triển. Áp thấp nhiệt đới mạnh lên thành bão nhiệt đới Gay trong ngày hôm sau.
Trong phần lớn quãng thời gian hoạt động của Gay tồn tại một xoáy nghịch mạnh ở phía bắc dẫn cơn bão di chuyển về phía tây hoặc tây-tây bắc. Vào sáng sớm ngày 17, JTWC nâng cấp Gay lên thành [bão] cuồng phong và ngày hôm sau, JMA cũng thông báo Gay đã mạnh lên thành một cơn cuồng phong. Cơn bão tác động tới đảo Mejit đầu tiên trước khi di chuyển qua phần trung tâm quần đảo Marshall. Với nhiệt độ nước [biển] bề mặt và mô hình gió trên tầng cao thuận lợi, Gay bước vào một giai đoạn tăng cường mãnh liệt, như hầu hết các cơn bão Tây Bắc Thái Bình Dương tháng 11 ở vị trí gần tương tự. Vào ngày 19 tháng 11, JTWC nâng cấp Gay lên thành siêu bão, thuật ngữ dành cho những cơn bão có sức gió duy trì một phút đạt từ 150 dặm/giờ (240 km/giờ) trở lên. Tiếp theo là một quá trình tăng dần cường độ, và tới thời điểm 0000 UTC ngày 21 tháng 11, dựa theo ảnh vệ tinh, JTWC ước tính sức gió tối đa của Gay đạt 185 dặm/giờ (295 km/giờ). Bên cạnh đó, cơ quan này cũng ước đoán áp suất tối thiểu của cơn bão là 872 mbar (25,8 inHg), chỉ cao hơn bão Tip năm 1979. Cùng thời điểm, JMA nhận định sức gió duy trì 10 phút tối đa đạt 125 dặm/giờ (205 km/giờ) và áp suất là 900 mbar (27 inHg).
Sau một thời gian ở cường độ tối đa, dòng thổi ra từ cơn bão Hunt ở phía tây bắc đã làm tăng độ đứt gió, khiến cho thành mắt bão phía bắc của Gay xuống cấp. Trong quãng thời gian 24 tiếng kể từ lúc đạt đỉnh, JTWC ước tính sức gió đã giảm 40 dặm/giờ (65 km/giờ) xuống dưới cấp siêu bão, một sự suy yếu nhanh chóng như vậy là không phổ biến đối với một cơn bão ở ngoài đại dương. Các mô hình dự báo xoáy thuận nhiệt đới dự đoán Gay sẽ chuyển hướng bắc hoặc đông bắc, nhưng cơn bão vẫn duy trì quỹ đạo tây-tây bắc hướng đến Guam. Mặc dù đang dần suy yếu, cơn vẫn giữ được kích thước lớn với trường gió có đường kính 920 dặm (1480 km). Vào khoảng 0000 UTC ngày 23 tháng 11, Gay đổ bộ Guam, trở thành cơn cuồng phong thứ ba trong vòng ba tháng tấn công hòn đảo này—hai cơn bão khác là Omar trong cuối tháng 8 và Brian trong tháng 10. Cả JTWC và JMA đều ước tính sức gió của Gay lúc đổ bộ vào khoảng 100 dặm/giờ (160 km/giờ). Sau khi tác động đến Guam, ảnh hưởng từ cơn bão Hunt đã giảm bớt, điều này cho phép Gay có thể tăng cường trở lại. Vào cuối ngày 25 tháng 11, JTWC ước tính Gay đạt một đỉnh cường độ thứ hai với sức gió 135 dặm/giờ (215 km/giờ). Sau đó cơn bão di chuyển chậm dọc theo rìa phía tây của áp cao cận nhiệt rồi chuyển hướng bắc, đồng thời suy yếu dần. Ngày 28 tháng 11, JMA giáng cấp Gay xuống còn bão nhiệt đới và JTWC cũng thực hiện điều tương tự vào ngày hôm sau. JMA nhận định Gay đã trở thành một xoáy thuận ngoại nhiệt đới tại thời điểm 0000 UTC ngày 30 tháng 11; tuy nhiên, JTWC vẫn tiếp tục phát đi những khuyến cáo cho đến ngày 1 tháng 12. Gay là cơn bão tồn tại lâu nhất của mùa bão Tây Bắc Thái Bình Dương 1992 với 63 cảnh báo được đưa ra từ JTWC. Cuối cùng, tàn dư còn lại của cơn bão tăng tốc và chuyển hướng đông bắc, di chuyển qua vùng Đông Nam Nhật Bản và vượt đường đổi ngày quốc tế.

## Chuẩn bị và tác động

### Quần đảo Marshall

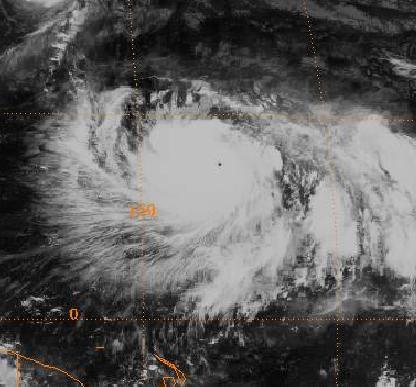
Ảnh vệ tinh của Gay lúc mạnh nhất

Gay ban đầu tác động đến quần đảo Marshall, tấn công vài rạn san hô vòng trong phạm vi quần đảo với sức gió ở cấp cuồng phong. Tại đảo Mejit, hòn đảo đầu tiên chịu tác động, cơn bão đã phá hủy tất cả các cấu trúc bằng gỗ và làm hầu như toàn bộ người dân mất nhà cửa. Những cơn gió mạnh đã hủy hoại 75% mùa màng và làm gãy đổ toàn bộ cây cối. Rạn san hô Ailuk gần đó cũng hứng chịu sức gió và tổn thất mùa màng tương tự, tuy nhiên nhà cửa ở đây chỉ bị hư hại nhẹ. Trường gió rộng của cơn bão đã mở rộng xuống phía nam, tác động đến các rạn san hô vòng Maloelap và Aur với gió mạnh làm hư hại 30% nhà cửa và cây trồng. Xa hơn về phía nam, thủ đô Majuro của quần đảo Marshall đã hứng chịu hiện tượng sét đánh từ cơn bão, khiến cho điện, nước và thông tin liên lạc bị mất trên diện rộng. Sân bay Quốc tế Quần đảo Marshall đã phải đóng cửa trong hai ngày do tràn ngập những mảnh vụn. Tại rạn san hô vòng Ujae, cơn bão đã phá hủy một đài quan trắc khí tượng tự động được xây dựng từ năm 1989. Tổng cộng trên toàn quốc đảo, có 5.000 người mất nhà cửa do bão, tuy nhiên không có trường hợp thiệt mạng và chỉ có một người bị thương. Thành quả này có được là nhờ những sự chuẩn bị cũng như công tác cảnh báo được thực hiện tốt. Dù vậy, những cơn sóng lớn từ cơn bão đã đánh chìm một chiếc thuyền trong một vụng biển nhỏ, khiến một trong hai thủy thủ trên thuyền thiệt mạng

### Guam và Quần đảo Bắc Mariana
Sau khi tác động đến quần đảo Marshall, Gay hướng đến Guam, trở thành cơn bão thứ năm trong sáu tháng gần nhất di chuyển vào khu vực có phạm vi 110 km xung quanh hòn đảo. Những sự chuẩn bị trên diện rộng được tiến hành, bao gồm việc di dời tàu bè đến những nơi an toàn hơn và di chuyển những chiếc máy bay của Không quân Mỹ đến các căn cứ khác. Các trường học, tòa nhà chính phủ, sân bay, cảng biển đều ngừng hoạt động; khoảng 4.300 người đã di tản đến các địa điểm tránh trú bão. Tại Saipan 1.639 người đã di tản đến các nơi trú ẩn an toàn, số lượng người di tản do bão lớn nhất tại thời điểm đó.
Do đã suy yếu đi nhiều kể từ lúc mạnh nhất, Gay đổ bộ Guam với sức gió giảm chỉ còn 100 dặm/giờ (160 km/giờ), ở đồi Nimitz ghi nhận gió giật 120 dặm/giờ (195 km/giờ). Sức gió này đủ mạnh để phá hủy vài ngôi nhà, làm mất điện và nước. Cơn bão lúc này có phần lõi trong bị phá vỡ với lượng ẩm thấp, hệ quả của quá trình suy yếu, và JTWC đã gọi nó là một "cơn bão khô hạn"; tổng lượng mưa trên đảo chỉ trong khoảng 40 – 90 mm. Mặc dù gió là mạnh, nhưng theo quan sát thì chỉ có một số lượng ít cây cối bị đổ hay gãy cành. Tuy vậy, sự kết hợp giữa mưa nhỏ và gió mạnh đã cuốn nước biển mặn bao phủ lên thảm thực vật của hòn đảo, khiến hàng loạt cây cối bị rụng lá. Phần lớn các cây hai lá mầm bị khô héo và rụng lá trong vòng hai ngày sau bão, trong khi lá của các loại cây khác như cọ, mè và các cây hạt trần tuy không rụng nhưng đã chuyển sang màu nâu. Việc hàng loạt cây bị rụng lá đã gây thiệt hại nghiêm trọng cho người nông dân; ở một số nơi, mùa màng đã không thể phục hồi trong vòng bốn năm. Cơn bão còn làm nước biển dâng từ 1,2 đến 1,8 m dọc theo đường bờ biển phía đông Guam. Ở đảo Cabras phía bắc Guam, nước dâng cao tới 3,4 m, cuốn theo cát và nước biển vào tới các tuyến đường ven biển và tách rời một chiếc thuyền khỏi nơi neo đậu. JTWC ước tính thiệt hại sẽ nghiêm trọng hơn nếu như các công trình yếu không bị cơn bão Omar phá hủy ba tháng trước đó. Thủ phủ Hagåtña ghi nhận thiệt hại nhỏ. Ở đảo Tinian, phía bắc Guam, cơn bão đã phá hủy bốn mái tôn. Tại Saipan, nước biển dâng do bão đã phá hủy một ngôi nhà và đe dọa đến nền móng của vài căn nhà khác; có 12 hộ gia đình đã phải cần đến sự cứu giứp từ những nhân viên cứu hộ. Cơn bão cũng gây tình trạng mất điện, làm một ngôi nhà bị cháy với lửa bắt nguồn từ nến và đèn dầu.

### Nhật Bản
Gay đã gây mưa rất lớn tại tỉnh Okinawa khi nó đang trong quá trình chuyển đổi thành một xoáy thuận ngoại nhiệt đới. Tổng lượng mưa cao nhất ghi nhận được là 322 mm; trong đó một trạm đã ghi nhận lượng mưa lên tới 27 mm trong vòng 10 phút. Có bốn tòa nhà và các cánh đồng bị ngập do mưa. Gió giật với vận tốc tối đa lên tới 82 km/giờ khiến điện bị cắt và hai chuyến bay phải hủy bỏ.

## Hậu bão
Tổng thống Cộng hòa Quần đảo Marshall Amata Kabua đã tuyên bố chín hòn đảo là vùng thiên tai. Tổng thống Mỹ George H. W. Bush cũng tuyên bố quần đảo Marshall là vùng thiên tai vào ngày 16 tháng 12. Mặc dù là một quốc gia độc lập, quần đảo Marshall vẫn đủ điều kiện để nhận được nguồn hỗ trợ từ Cơ quan Quản lý Tình trạng Khẩn cấp Liên Bang (FEMA) giống như là một bang hay một vùng lãnh thổ của Mỹ. Nhờ vậy, Mỹ đã nhanh chóng cung cấp một khoản vay 508.245 USD (USD 1994) để viện trợ khẩn cấp và để hướng dẫn người dân địa phương những kỹ năng giúp giảm thiểu thiệt hại từ những sự kiện tương tự có thể xảy ra trong tương lai. Sau cơn bão, các công nhân ở gần thủ đô Majuro đã gieo những hạt giống để phục hồi số cây trồng bị tàn phá.
Sự tác động liên tiếp của các cơn bão trong năm 1992 đã khiến cho ngành du lịch ở Guam chịu tổn thất nghiêm trọng. Trong lúc hai cơn bão Omar và Gay hoành hành, việc liên lạc giữa những người dân trên đảo là hạn chế. Bởi vậy, mạng lưới thông tin đã được tạo ra sau này nhằm tạo thuận lợi cho nỗ lực cứu trợ trong bão trong tương lai.
Một tài liệu nghiên cứu công bố 10 năm sau cơn bão đề xuất rằng Gay có thể mạnh hơn Tip và đã đạt đến một mức áp suất khí quyển thấp nhất từng ghi nhận. Vào lúc mạnh nhất, bằng việc áp dụng kỹ thuật Dvorak, Gay được đánh giá ở mức 8.0 trong 9 giờ liên tục, cho thấy sức gió duy trì một phút tối đa đạt ít nhất từ 195 dặm/giờ (315 km/giờ) trở lên. Thêm vào đó, xung quanh mắt bão còn tồn tại một vùng mây lạnh đáng kể. Cơn bão Angela năm 1995 cũng biểu thị những đặc điểm tương tự và có thể còn mạnh hơn Gay. Tuy nhiên, do thiếu những quan trắc trực tiếp vào bên trong mắt của cả hai cơn bão, cường độ như vậy là không thể xác nhận.